# جیمی کلفام
جیمی کلفام (انگلیسی: Jamie Clapham؛ زادهٔ ۷ دسامبر ۱۹۷۵) بازیکن فوتبال اهل بریتانیا است.
از باشگاه‌هایی که در آن بازی کرده‌است می‌توان به باشگاه فوتبال لستر سیتی، باشگاه فوتبال لیدز یونایتد، باشگاه فوتبال تاتنهام هاتسپر، باشگاه فوتبال بریستول راورز، باشگاه فوتبال لینکولن سیتی، باشگاه فوتبال ولورهمپتون واندررز، باشگاه فوتبال ایپسویچ تاون، باشگاه فوتبال بیرمنگام سیتی، باشگاه فوتبال کترینگ تاون، باشگاه فوتبال نوتس کانتی، و باشگاه فوتبال لیتون اورینت اشاره کرد.